# ماجراجویان (فیلم ۱۹۵۱)
ماجراجویان (انگلیسی: The Adventurers) فیلمی در ژانر ماجراجویانه به کارگردانی دیوید مک‌دونالد است که در سال ۱۹۵۱ منتشر شد. از بازیگران آن می‌توان به دنیس پرایس اشاره کرد.